# Bernhard von Poitiers
Bernhard von Poitiers († 844/45) war ein fränkischer Adliger der ersten Hälfte des 9. Jahrhunderts und kurzzeitig Markgraf der Bretonischen Mark.

## Biografie
Bernhard war der Bruder von Emenon, Graf von Poitou, der einer der wichtigsten Unterstützer des Königs Pippin I. von Aquitanien war. Als Emeno nach dem Tod Pippin I. (838) dessen Sohn Pippin II. zum neuen König von Aquitanien proklamierte, setzte er sich damit in Opposition zu Kaiser Ludwig dem Frommen. Ludwig marschierte ins Poitou ein, vertrieb Emeno und Bernhard und setzte in Poitiers einen neuen Grafen ein. Während Emeno zu einem weiteren Bruder, Turpion, Graf von Angoulême, floh, ging Bernhard zu Graf Rainald von Herbauges.
844 wurde er von Karl dem Kahlen als Markgraf der Bretonischen Mark eingesetzt, wobei dieser Lambert II. von Nantes (erneut) überging, der die Mark ebenso wie Nantes als väterliches Erbe für sich beanspruchte. Wenig später kam Bernhard im Kampf gegen Lambert um, wobei die Einzelheiten unklar sind. Nach einer Quelle; starb er im Kampf als Verbündeter Renaud von Herbauges‘, eine weitere nennt 844 als Todesjahr Ademar von Chabannes berichtet, Bernhard und Hervé seien im Jahr nach Renauds Tod von Graf Lambert von Nantes geschlagen und getötet worden. die Chronik von Saint Maxence nennt konkret das Jahr 845

## Familie
Bernhard von Poitiers war mit Bilichildis verheiratet, der Tochter von Rorico, Graf von Maine, und Bilichildis. Das Paar hatte mindestens zwei Kinder:
- Bernhard von Gothien
- Emenon, der sich 878 am Aufstand seines Bruders beteiligte und 879 wie dieser exkommuniziert wurde.

Nicht geklärt ist, wer die Eltern Bernhards waren. Michel Dillange sieht seinen Bruder Emenon (und damit wohl auch Bernhard) als Sohn von Dietrich II., Graf von Autun, oder dessen Bruder Adalhelm (Alleaume), was ihn den Gellones zuordnen würde. Bei Schwennicke wird Bernhard von Gothien als Enkel Adalhelms (der hier ein Onkel Dietrichs II. ist) ausgewiesen, was angesichts Bilichilde als Mutter und Rorico als Großvater mütterlicherseits erzwingt, dass Adalhelm der Großvater väterlicherseits ist.